# Tipula (Triplicitipula) doaneiana
Tipula (Triplicitipula) doaneiana is een tweevleugelige uit de familie langpootmuggen (Tipulidae). De soort komt voor in het Nearctisch gebied.